# Joachim Osiński
Joachim Stefan Osiński (ur. 1950) – polski politolog i ekonomista, profesor nauk społecznych. W latach 2005–2008 prorektor ds. nauki i zarządzania Szkoły Głównej Handlowej w Warszawie (SGH), dwukrotny (1999-2005, 2008-2016) dziekan Kolegium Ekonomiczno-Społecznego SGH. Od 2019 wykładowca na Wydziale Nauk Politycznych i Studiów Międzynarodowych Uniwersytetu Warszawskiego (WNPiSM UW). Specjalista w zakresie systemów politycznych państw skandynawskich.

## Kariera naukowa
W 1974 r. ukończył studia magisterskie w Instytucie Nauk Politycznych UW. 26 lutego 1996 r. uzyskał stopień naukowy doktora habilitowanego nauk humanistycznych w dyscyplinie nauk o polityce na ówczesnym Wydziale Dziennikarstwa i Nauk Politycznych UW na podstawie dorobku naukowego i pracy Parlament i rząd w Królestwie Norwegii. Był profesorem uczelni SGH, zaś 9 maja 2018 otrzymał tytuł naukowy profesora (tzw. profesurę belwederską).
W latach 2000–2006 był członkiem Rady Programowej Wydziału Studiów Międzynarodowych Uniwersytetu w Bratysławie. Był założycielem i redaktorem naczelnym (2013-2017) czasopisma naukowego Studia z Polityki Publicznej. W latach 2017–2019 kierował Centralnym Ośrodkiem Badawczo-Rozwojowym Aparatury Badawczej i Dydaktycznej COBRABiD.
Przez wiele lat kierował Katedrą Administracji Publicznej Kolegium Ekonomiczno-Społecznego SGH. Od 2019 należy do zespołu Katedry Systemów Politycznych WNPiSM UW. Wypromował trzynaścioro doktorów.